# Barcarola (poesia)
Barcarola é uma composição poética de origem italiana em que há referência ao mar ou a um rio ou lago. "O Gondoleiro do Amor", de Castro Alves é um exemplo desse tipo de poema. É um tema frequente nas cantigas de amigo galego-portuguesas, como por exemplo as de autoria do marinheiro-trovador Paio Gomes Charinho.